# 地頭方一男
地頭方 一男（じとうほう かずお、1957年8月14日 - ）は、鹿児島県出身の元プロ野球選手（外野手）。

## 来歴・人物
加治木工業高から、社会人野球の丹羽鉦電機へ進み、休部に伴ってあけぼの通商に移籍。
1980年オフに、ドラフト外で西武ライオンズへ入団。俊足が売りだったが、一軍に上がる事はなく1983年に現役を引退した。

## 詳細情報

### 年度別打撃成績
- 一軍公式戦出場なし

### 背番号
- 45 （1981年 - 開幕前）[1]
- 35 （1981年開幕前 - 同年終了）
- 55 （1982年 - 1983年）